# Samsong-dong
Samsong-dong (koreanska: 삼송동) är en stadsdel i staden Goyang i  provinsen Gyeonggi i den nordvästra delen av Sydkorea, 13 km nordväst om huvudstaden Seoul. Den ligger i stadsdistriktet Deogyang-gu. Före 1 juli 2018 hette stadsdelen Sindo-dong (koreanska: 신도동). 